# Ocellé des nuraghi
Maniola nurag
Espèce
Statut de conservation UICN

 LC  : Préoccupation mineure
L’Ocellé des nuraghi ou Myrtil sarde (Maniola nurag) est une espèce d'insectes lépidoptères (papillons) appartenant à la famille des Nymphalidae à la sous-famille des Satyrinae et au genre Maniola. Il est endémique de Sardaigne.

## Dénomination
Le nom de Maniola nurag a été donné par Vittore Ghiliani en 1852.

### Noms vernaculaires
L'Ocellé des nuraghi ou Myrtil sarde se nomme Sardinian Meadow Brown en anglais.

## Description
L'Ocellé des nuraghi est un petit papillon au dessus orange bordé d'une large bande marron avec un ocelle noir pupillé de blanc à l'apex des antérieures. Le mâle présente une bande androconiale marron.
Le revers des antérieures est semblable, celui des postérieures est d'un marron clair terne.

## Biologie

### Période de vol et hivernation
Il vole en une génération, de fin mai à début août.

### Plantes hôtes
Ses plantes hôtes sont diverses graminées.

## Écologie et distribution
Il est uniquement présent en Sardaigne.

### Biotope
Il fréquente les milieux herbus fleuris.

### Protection
Il ne bénéficie pas de statut de protection particulier.